# Bernabé Moreno de Vargas

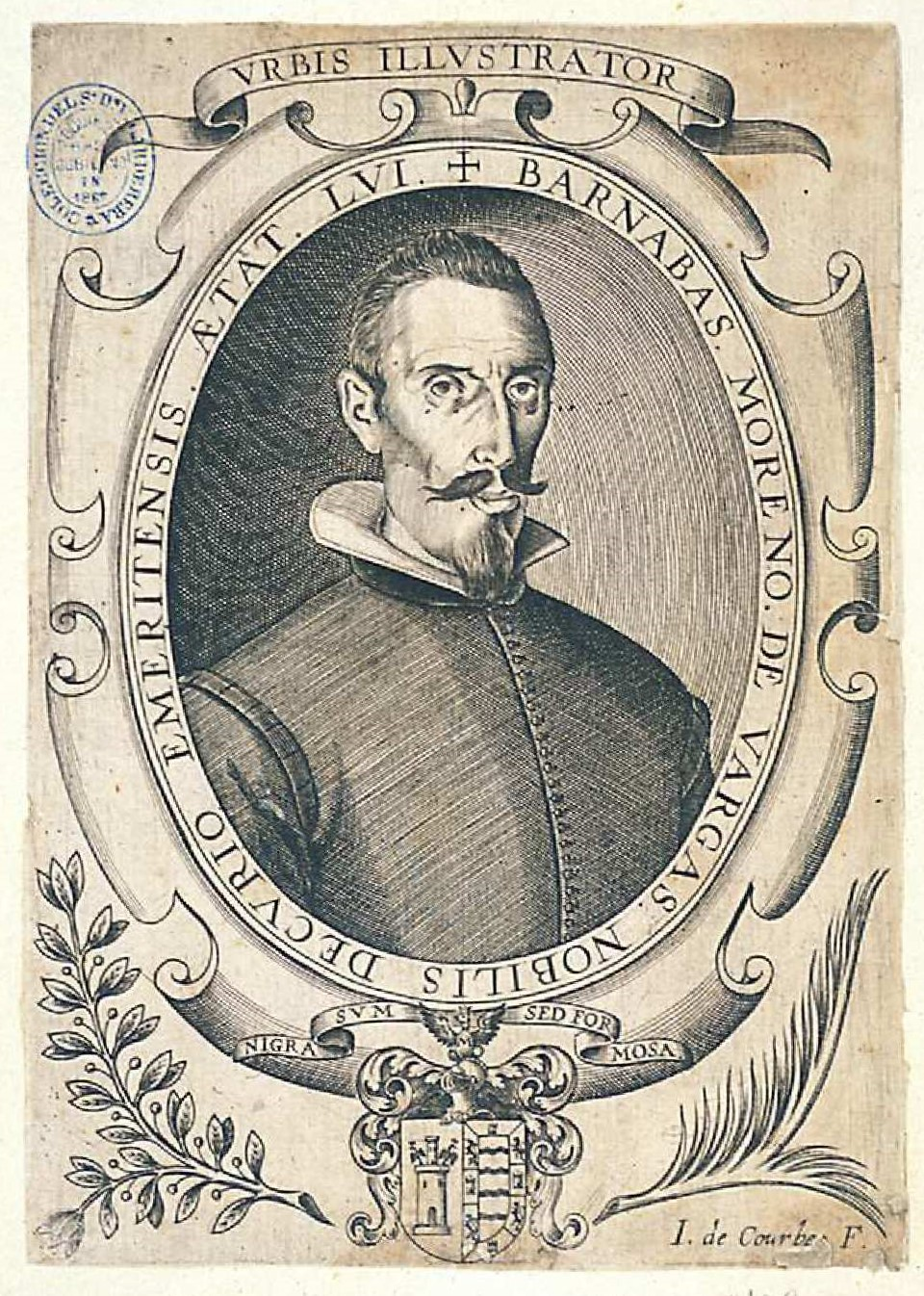
Retrato de Bernabé Moreno de Vargas (1633), grabado de Juan de Courbes. Inscripción: «Barnabas Moreno de Vargas Nobilis Decurio Emeritensis. Aetat. LVI». Biblioteca Nacional de España.

Bernabé Moreno de Vargas (Mérida, c. 1576/77-1648) fue un historiador español, erudito local emeritense y su regidor perpetuo.
De familia hidalga extremeña, entre la que se contaba algún conquistador del Perú, como hijo segundón cursó estudios de leyes por la Universidad de Salamanca, licenciándose en ella en 1598 y en 1600 obtuvo la ejecutoria de hidalguía. Por muerte de su hermano mayor heredó el mayorazgo familiar y el título de regidor perpetuo de Mérida comprado por su padre. Desempeñó los cargos de regidor de la Santa Hermandad, gobernador de Mérida en 1628 y de Hornachos de 1640 a 1644.
Fue autor de unos Discursos de la nobleza de España dirigidos a Felipe IV, editados en Madrid en 1622 por la Viuda de Alonso Martín, obra varias veces reeditada dentro del mismo siglo, y de una Historia de la ciudad de Mérida impresa en Madrid por Pedro Tasso en 1633.
En el primero de los tratados citados, en el que formula una teoría de la nobleza, Moreno de Vargas defendía la que es adquirida por méritos propios, «que tiene su calidad  en la gloria de la virtud propia», por encima de la heredada, cuya fuente es la virtud ajena. Frente a la teoría tradicional, que ensalzaba la antigüedad de los linajes nobiliarios, espejo de virtudes, «por las muchas y grandes virtudes y propensión a ellas que consigo trae», según escribía contemporáneamente el genealogista Alonso López de Haro, Moreno de Vargas explicaba que son nobles aquellos que son conocidos por buenos, lo que los hace acreedores a recibir el reconocimiento de sus méritos. Ello hace que la nobleza penda de la voluntad del príncipe, que puede premiar el mérito en virtud de la soberanía regia. Así define la nobleza como «virtud remunerada por el príncipe». Si el monarca, en el ejercicio de su potestad, ennoblecía a un plebeyo, para Moreno de Vargas lo que hacía era restituirle la nobleza original, común al género humano.
Por lo demás, desconfiaba de la antigüedad presumida de muchos de esos grandes linajes, por la existencia de impostores fabricantes de linajes y por la gran dificultad para comprobar los mentados antecedentes, de forma que «quiça, los prinçipios de las noblezas de los que más hablan, no son tan limpios, y legítimos, como los que estiman en poco, por muchas más patrañas que cuenten de sus genealogías».
Defendía por ello, junto con la nobleza de las armas, la de las letras y consideraba dotados a los hombres de letras, cualquiera que fuese su dedicación, de una nobleza natural además de política —si habían obtenido un título universitario— aunque esa forma de nobleza no les librase de pagar impuestos. Si no valoraba del mismo modo la nobleza comprada, consideraba la hacienda condición necesaria para no perder la estimación social, siendo el reconocimiento público el origen de toda nobleza. En consecuencia, abría la puerta a la movilidad social y negaba el carácter permanente y estático de los estamentos. Sirviéndose del tópico platónico dirá que

no ay Rey que examinado el principio de su linage, no se halle ser descendiente de algún esclavo, ni ay esclavo que no descienda de Reyes: porque la variedad de los sucessos hiço que los unos subiessen y los otros cayessen.

Su historia de Mérida, la primera que se escribió de la ciudad como afirma en el prólogo, donde dice no haber tenido a quién seguir, la dividió en cinco partes: en la primera trataba de su antigüedad y grandeza en la edad primera; en la segunda, crédulo en los falsos cronicones de Jerónimo Román de la Higuera, de la predicación de san Pedro y Santiago, la fundación de su Iglesia, sus mártires, concilios y primeros arzobispos hasta que «los romanos la perdieron»; el tercer libro lo dedicaba a los sucesos en el tiempo de los godos «hasta la perdición de España»; el cuarto a la ocupación musulmana y su recuperación por los cristianos y la incorporación de Mérida a la Orden de Santiago y el quinto y último a los sucesos ocurridos en la ciudad desde los Reyes Católicos.

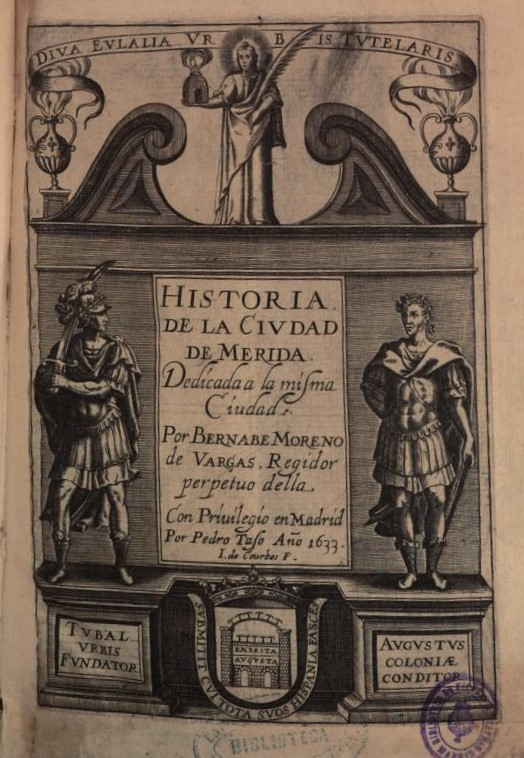
Frontispicio de la Historia de la ciudad de Mérida, Madrid, 1633. Grabado de Juan de Courbes.

Con notable erudición y acopio de citas en los márgenes, Moreno de Vargas sostenía que el historiador «no escribe lo que quiere, ni todo lo que halla por otros referido, sino lo que por buenos discursos y razones calificare ser cierto y verdadero», y con ese bagaje, «sin valimiento de Autores apócriphos, y vanas opiniones del vulgo», redactó su historia, encontrando argumentos bastantes para apoyar sus grandezas y excelencias, como «la mayor que los Romanos, y Godos tuvieron en España». No obstante tales principios, a Moreno de Vargas se le criticó ya en su momento por su mal latín, desconocimiento de la epigrafía y falta de rigor científico en sus aseveraciones. Empaña, en efecto, el mérito de su obra primeriza el crédito que concedía a falsarios de todo tipo, como se evidencia ya en el frontispicio grabado, en el que junto a Eulalia, santa tutelar, y Augusto, fundador de la colonia, aparece Túbal como fundador de la ciudad, versión local del mito del tubalismo que Moreno de Vargas tomó de la Historia verdadera del Rey don Rodrigo del médico y traductor morisco Miguel de Luna, el falsificador junto a Alonso del Castillo de los Libros plúmbeos del Sacromonte, quien refiere que el sabio Abulcacim Tarif Abentarique, autor árabe que se encontraba en España cuando la perdió don Rodrigo y que por orden de Muza visitó Mérida, halló una piedra junto a la puerta de Oriente en que estaba escrita en lengua caldea la historia de la ciudad, donde se contaba cómo había sido fundada por Túbal, llamado por aquel autor Sem Tophail, lo que significaba que su fundación había tenido lugar en el año 143 poco más o menos del Diluvio universal, 2163 años antes del nacimiento de Cristo según la cuenta de Florián de Ocampo, «a quien sigo pues con la de otros discrepa muy poco».